# Jerry Tarkanian
Jerry Tarkanian, né le 8 août 1930, à Euclid, en Ohio et mort le 11 février 2015, à Las Vegas, au Nevada, est un joueur et entraîneur américain de basket-ball. Il est membre du Basketball Hall of Fame depuis 2013.

## Palmarès
- Champion NCAA 1990